# أولي باسيت
أولي باسيت (بالإنجليزية: Ollie Bassett) هو لاعب كرة قدم بريطاني في مركز الوسط، ولد في 6 مارس 1998 في إنجلترا في المملكة المتحدة. لعب مع يوفل تاون.

## وصلات خارجية
- أولي باسيت على موقع قاعدة بيانات كرة القدم.إي يو (الإنجليزية)
- أولي باسيت على موقع Soccerbase.com (لاعب) (الإنجليزية)
- أولي باسيت على موقع Soccerway.com (الإنجليزية)